# Andrej Arsjavin
Andrej Sergejevitj Arsjavin (ryska: Андрей Сергеевич Аршавин), född 29 maj 1981 i Leningrad, Sovjetunionen, är en rysk före detta fotbollsspelare. Han spelade senast för FK Kajrat och var tidigare ordinarie i det ryska landslaget. Han var en allsidig anfallare som även kunde spela som anfallande mittfältare och ytter. Han är känd för sin bollkontroll, blick för spelet, snabbhet och tempo.

## Klubbkarriär
Arsjavin examinerades från fotbollsskolan Smena. Under 1999 och tidigt 2000 spelade han för Zenits farmarlag Zenit-2 i den ryska division 2. År 2000 togs han upp i Zenits A-lag och spelade sin första A-lagsmatch mot Bradford City AFC i UEFA Intertoto Cupen.. Han spelade på flera positioner och startade som högermittfältare, sedan som anfallande mittfältare och till sist rollen som andra anfallaren, spelandes på en kant eller bakom första anfallaren. Han vann den ryska ligans utmärkelse Årets spelare till stor del för sin förmåga som ytter, spelmakare och anfallare.
Under säsongen 2007 ledde Arsjavin Zenit till ligaguldet i Ryska Premier League genom att vara i startelvan i alla 30 matcher och göra 10 mål och 11 målgivande passningar. Det var klubbens första ligatitel sedan den sovjetiska ligan lades ned 1984. Han var även en tongivande spelare när Zenit vann UEFA-cupen 2007/2008. I juni 2008 meddelade Zenits tränare Dick Advocaat att Arsjavin ville lämna klubben.
I februari 2009 skrev Arsjavin på för engelska Arsenal efter nästan tio säsonger i Zenits A-lag. 
Arsjavin debuterade mot Sunderland AFC och spelade cirka 60 minuter, där han fick högt betyg av engelsk media. 
Arsjavin gjorde sitt första mål i klubben mot Blackburn Rovers. 
Den 21 april 2009 stod Arsjavin för fyra mål i bortamatchen i Premier League mot Liverpool som slutade 4–4.
Den 24 februari 2012 lånades Arsjavin ut till moderklubben Zenit Sankt Petersburg.
Den 27 juni 2013 meddelades att Arsjavin återvänt som spelare i moderklubben Zenit.

## Landslagskarriär

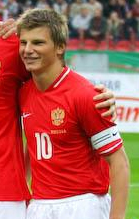
Arsjavin i ryska landslaget.

Arsjavin debuterade för Rysslands landslag 17 maj 2002 i en match mot Vitryssland. Han gjorde sitt första landslagsmål i en vänskapsmatch mot Rumänien 13 februari 2003. Han var kapten i landslaget under en match i kvalspelet mot Estland till EM 2008. Arsjavin fick sitt stora internationella genombrott genom sina insatser i EM 2008. Han var avstängd i de två första gruppspelsmatcherna under EM 2008 på grund av regelbrott i EM-kvalet. Han gjorde totalt två mål på tre matcher (inklusive kvarts- och semifinal).

### Landslagsmål
| Nr | Datum             | Stad             | Motståndare   | Mål | Resultat | Tävling       |
| -- | ----------------- | ---------------- | ------------- | --- | -------- | ------------- |
| 1  | 13 februari, 2003 | Limassol         | Rumänien      | 3-1 | 4-2      | Träning.      |
| 2  | 9 oktober, 2004   | Luxemburg        | Luxemburg     | 2-0 | 4-0      | 2006 VM-kval  |
| 3  | 13 oktober, 2004  | Lissabon         | Portugal      | 1-4 | 1-7      | 2006 VM-kval  |
| 4  | 30 mars, 2005     | Tallinn          | Estland       | 1-0 | 1-1      | 2006 VM-kval  |
| 5  | 4 juni, 2005      | Sankt Petersburg | Lettland      | 2-2 | 2-2      | Träning.      |
| 7  | 17 augusti, 2005  | Riga             | Lettland      | 1-0 | 1-1      | 2006 VM-kval  |
| 8  | 7 oktober, 2006   | Moskva           | Israel        | 1-0 | 1-1      | 2008 EM-kval  |
| 9  | 15 november, 2006 | Skopje           | Makedonien    | 2-0 | 2-0      | 2008 EM-kval  |
| 10 | 9 augusti, 2007   | Moskva           | Makedonien    | 2-0 | 3-0      | 2008 EM-kval  |
| 11 | 6 april, 2008     | Burghausen       | Litauen       | 2-1 | 4-1      | Träning.      |
| 12 | 18 juni, 2008     | Innsbruck        | Sverige       | 2-0 | 2-0      | EM 2008       |
| 13 | 21 juni, 2008     | Basel            | Nederländerna | 3-1 | 3-1      | EM 2008       |
| 14 | 11 oktober, 2008  | Dortmund         | Tyskland      | 1-2 | 1-2      | 2010 VM-kval  |
| 15 | 15 oktober, 2008  | Moskva           | Finland       | 3-0 | 3-0      | 2010 VM-kval  |
| 16 | 14 oktober, 2009  | Baku             | Azerbajdzjan  | 0-1 | 1-1      | 2010 VM-kval  |
| 17 | 29 februari, 2012 | Köpenhamn        | Danmark       | 0-2 | 0-2      | Vänskapsmatch |

## Meriter
- 2000 — Finalist Intertotocupen
- 2001 — Brons Ryska Premier League
- 2003 — Silver Ryska Premier League
- 2003 — Guld Ryska Premier League cup
- 2007 — Guld Ryska Premier League
- 2008 — Guld Ryska Supercupen
- 2008 — Guld UEFA-cupen 2007/2008
- 2008 — Guld UEFA Super Cup 2008
- 2012 — Guld Ryska Premier League
- 2015 — Guld Ryska Premier League
- 2017 — Guld Kazakiska cupen
- 2017 — Guld Kazakiska supercupen
- 2018 — Guld Kazakiska cupen

### Webbkällor
- Profil på ryska fotbollsförbundets webbplats. Läst 9 april 2010. (ryska)